# Philippe Fourquet
Pas d'image ? Cliquez ici

a Compétitions nationales et continentales officielles uniquement.

b Matchs officiels uniquement.
Philippe Fourquet, né le 9 septembre 1960 à Perpignan, est un joueur de rugby à XIII dans les années 1980 et 1990 avant une fin de carrière en rugby à XV.
Il fait sa carrière au sein de trois clubs de rugby à XIII, Villeneuve-sur-Lot où il y remporte un titre de Championnat de France en 1980, Toulouse et Saint-Gaudens avec un doublé Championnat de France-Coupe de France en 1991. Fort de ses performances en club en rugby à XIII, il est sélectionné à de nombreuses reprises en équipe de France entre 1981 et 1989 remportant la Coupe d'Europe des nations en 1981 et en prenant part aux éditions de la Coupe du monde 1985-1988 et 1989-1992.

## Palmarès
- Collectif :
  - Vainqueur de la Coupe d'Europe des nations : 1981 (France).
  - Vainqueur du Championnat de France : 1980 (Villeneuve-sur-Lot) et 1991 (Saint-Gaudens)
  - Vainqueur de la Coupe de France : 1991 (Saint-Gaudens)
  - Finaliste du Championnat de France : 1981 (Villeneuve-sur-Lot)

### Détails en sélection
| 1.  | 31 janvier 1981  | Pays de Galles   | 23-5  | Coupe d'Europe | Remplaçant | 3 | 1 | - | - |
| 2.  | 21 février 1981  | Angleterre       | 5-1   | Coupe d'Europe | Remplaçant | - | - | - | - |
| 3.  | 21 juin 1981     | Nouvelle-Zélande | 2-25  | Test-match     | Centre     | - | - | - | - |
| 4.  | 4 juillet 1981   | Australie        | 3-43  | Test-match     | Centre     | - | - | - | - |
| 5.  | 18 juillet 1981  | Australie        | 2-17  | Test-match     | Centre     | - | - | - | - |
| 6.  | 6 mars 1983      | Grande-Bretagne  | 5-17  | Test-match     | Centre     | - | - | - | - |
| 7.  | 29 janvier 1984  | Grande-Bretagne  | 0-12  | Test-match     | Centre     | - | - | - | - |
| 8.  | 17 février 1984  | Grande-Bretagne  | 0-10  | Test-match     | Centre     | - | - | - | - |
| 9.  | 1er mars 1985    | Grande-Bretagne  | 4-50  | Test-match     | Centre     | - | - | - | - |
| 10. | 17 mars 1985     | Grande-Bretagne  | 24-16 | Test-match     | Centre     | 4 | 1 | - | - |
| 11. | 16 février 1986  | Grande-Bretagne  | 10-10 | Coupe du monde | Centre     | - | - | - | - |
| 12. | 1er mars 1986    | Grande-Bretagne  | 10-24 | Test-match     | Centre     | - | - | - | - |
| 13. | 13 décembre 1986 | Australie        | 0-52  | Coupe du monde | Centre     | - | - | - | - |
| 14. | 6 février 1988   | Grande-Bretagne  | 12-30 | Test-match     | Centre     | - | - | - | - |
| 15. | 19 novembre 1989 | Nouvelle-Zélande | 14-16 | Test-match     | Centre     | - | - | - | - |
| 16. | 3 décembre 1989  | Nouvelle-Zélande | 0-34  | Coupe du monde | Centre     | - | - | - | - |